# Anson Rainey
Pour les articles homonymes, voir Rainey.
Anson Frank Rainey, né le 11 janvier 1930 à Dallas (Texas) et mort le 19 février 2011 à Tel HaShomer (Israël), est un professeur américain spécialisé dans l'étude des cultures antiques du Proche-Orient et de linguistique sémitique à l'université de Tel Aviv.
Il est notamment connu pour ses contributions à l'étude des tablettes d'Amarna, les lettres administratives notables de la période du règne du pharaon Akhénaton au cours de la XVIIIe dynastie égyptienne. Il est l'auteur et l'éditeur de livres et d'articles sur les cultures, les langues et la géographie des terres bibliques.

## Biographie
Anson Rainey est né à Dallas, au Texas, en 1930. À la mort de son père, la même année, il demeure chez ses grands-parents maternels. Il fréquente la Brown Military Academy à San Diego, en Californie, de 1943 à 1946. Après un semestre d'étude il sert comme commandant adjoint à la Southern California Military Academy à Long Beach, en Californie, pour le semestre de printemps 1947, avant d'être transféré à l'université John Brown à Siloam Springs, dans l'Arkansas.
De 1948 à 1949, il a été commandant adjoint à l'Académie militaire Brown des Ozark, à Sulphur Springs, dans l'Arkansas, tout en poursuivant ses études universitaires. Il y a passé son baccalauréat en éducation religieuse en août 1949. De 1949 à 1951, il a travaillé comme assistant social pour le département de protection sociale du comté de San Bernardino en Californie. Il s'inscrivit ensuite au séminaire théologique baptiste de Californie à Covina, en Californie, où il obtint trois diplômes, une maîtrise en ancien testament (mai 1953), une BD en théologie biblique (mai 1954) et un M.Th. dans l'Ancien Testament (mai 1955).
De septembre 1953 à mai 1954, Rainey fut chargé d'enseignement en hébreu, dans l'Ancien Testament et dans l'introduction du Nouveau Testament. En 1954, il fut nommé professeur assistant et enseigna encore deux ans. De 1955 à 1956, il étudie à l'Université de Californie à Los Angeles et obtient son baccalauréat spécialisé en août 1956. En 1957, il commence ses études supérieures à l'université Brandeis, où il obtient une maîtrise en juin 1959. Il passe une troisième année de résidence (1959-1960), étudiant pour son doctorat. Il est venu en Israël en juin 1960, en tant que seul récipiendaire américain du prix du gouvernement d'Israël. De 1960 à 1961, il a étudié à l'Université hébraïque, dans un cours intensif d'hébreu, puis en archéologie et dans les langues égyptienne, copte et phénicienne, le tout en hébreu. Dans le même temps, il a complété les recherches fondamentales de sa thèse de doctorat. En 1961, il est retourné à Brandeis en tant qu'assistant de recherche. Après avoir terminé sa thèse sur la structure sociale d'Ugarit, il a obtenu son doctorat. en juin 1962.
Cependant, l'activité principale de Rainey pour l'année académique 1962–1963 était la recherche et l'étude grâce à une subvention du Fonds Warburg de l'Université hébraïque. Ce prix a été renouvelé de 1963 à 1964 et le livre qui en a résulté a été traduit en hébreu et publié par l'Institut Bialik en août 1967. Il s'agissait d'une révision de sa thèse antérieure, élargie pour inclure de nouvelles sources qui ont été ultérieurement disponibles. Il a commencé à enseigner l'ougaritique et l'Akkadien à l'université de Tel Aviv. De 1965 à 1966, il a été président par intérim du département d'études sur le Proche-Orient ancien. En 1966, son statut a été changé en professeur de langues sémitiques. Un an plus tard, il est nommé maître de conférences. En 1970, il fut nommé professeur associé de cultures du Proche-Orient ancien. Le département a été réorganisé sous le titre Archéologie et cultures du Proche-Orient ancien, dans lequel il a exercé les fonctions de coordonnateur des études mésopotamiennes jusqu'en octobre 1975. Un nouveau département de linguistique sémitique a également été organisé. De 1971 à 1972, il en a été président par intérim. Il a été promu au rang de professeur ordinaire de cultures du Proche-Orient et de linguistique sémitique à compter du 1er juillet 1981.
Rainey a siégé au comité de rédaction d'Israël Oriental Studies, une publication annuelle, et de Tel-Aviv, de publication trimestrielle, les deux publications de l'Université de Tel-Aviv. Il a poursuivi ses relations avec l'Institut américain d'études de la Terre Sainte – aujourd'hui le Collège universitaire de Jérusalem – enseignait la géographie historique et, pendant six ans, de 1964 à 1969, organisait un programme intensif d'excursions géographiques. Au cours des années 1960 et 1970, il a poursuivi des études à l'Université hébraïque en akkadien, sumérien et égyptien. Il a pris un congé sabbatique en 1970-1971, période pendant laquelle il est resté à Jérusalem pour étudier. Pour un deuxième congé sabbatique, il a reçu une subvention du Conseil américain des sociétés savantes. Sur la base de ce prix, il a pu passer de 1976 à 1977 en tant que chercheur honoraire à l'Université Harvard. Les subventions du projet de recherche pour la paix de l'université de Tel Aviv ont rendu possibles trois visites au Musée égyptien du Caire de 1980 à 1982 et les tablettes d'el-'Amârna du musée ont toutes été examinées.
De 1982 à 1985, il a commencé à enseigner à temps partiel à l'Université Bar Ilan du Département d'études Eretz-Israel. Durant un troisième congé sabbatique en 1983-1984, il a été chercheur invité à l'Université de Pennsylvanie. Au cours d'un quatrième congé sabbatique en 1988-1989, il était de nouveau chercheur invité à cette université. Durant son cinquième congé sabbatique pour 1995-1996, il a été de nouveau chercheur invité à l'université, où il a également enseigné un séminaire sur les inscriptions sémitiques du nord-ouest. De 1996 au 30 septembre 1998, il a continué à enseigner en tant que professeur titulaire à l'Université de Tel Aviv. Le 1er octobre 1998, il y est devenu professeur émérite, mais a donné un cours de géographie historique au cours des années académiques 1998-1999, 1999-2000 et 2000-2001.
En juillet 1999, il étudie la géographie historique et l'archéologie en Jordanie. En août et septembre 1999, il passe son congé sabbatique au British Museum à examiner des tablettes d'el-'Amârna. Soixante-six textes sont et de nombreuses corrections substantielles sont faites. Quatre jours sont passés au Vorderasiatisches Museum de Berlin où onze textes sont examinés, certains avec de nouvelles lectures et corrections. D'autres collations sont faites au Metropolitan Museum de New York en novembre 1999, ainsi qu'au British Museum et à l'Oriental Institute de l'Université de Chicago en janvier et février 2000, portant le total des textes collationnés à environ cent. En avril 2001, une troisième visite est faite au Royaume-Uni afin de compléter la compilation de textes au British Museum et à l'Ashmolean Museum d'Oxford. L'automne 2001 se passe à l'Université de Californie à Los Angeles, où la consultation débute avec la Cuneiform Digital Library Initiative pour numériser des tablettes d'Amarna au Musée de Berlin. Au cours du semestre de printemps 2002, il enseigne, en tant que professeur invité, la géographie historique et l'hébreu ancien à l'Université de Konkuk de Séoul, en Corée du Sud. En août et septembre 2002, il est chercheur invité à l'Université de Melbourne, en Australie.
De 2002 à 2007, il a enseigné à l'Université Bar Ilan, au Collège Orot et au Collège universitaire de Jérusalem. De 2003 à 2004, il a passé dix mois à examiner les tablettes el-'Amârna au Vorderasiatisches Museum de Berlin et dans d'autres lieux en Europe. Une toute nouvelle édition des tablettes est envisagée, ainsi que des enregistrements photographiques et sur Internet. L'édition des textes et des notes dérivées de collations sera mise sur Internet. Lors de la 53e Rencontre de l'Association internationale des assyriologues à Moscou en juillet 2007, il a examiné les trois dernières tablettes d'el-'Amârna, au musée Pouchkine.

### Mort
Anson Rainey est mort d'un cancer du pancréas à l'âge de 81 ans à Tel HaShomer, en Israël.
Son épouse, Zipora Cochavi-Rainey, a poursuivi ses recherches sur les tablettes d'el-'Amârna après sa mort.